# Trois idées politiques : Chateaubriand, Michelet, Sainte-Beuve
Trois idées politiques : Chateaubriand, Michelet, Sainte-Beuve est un livre du journaliste et homme politique français Charles Maurras publié en 1898. L'auteur y développe les prémices de sa philosophie politique à travers l'étude des commémorations de trois figures intellectuelles. 

## Présentation

### Contexte

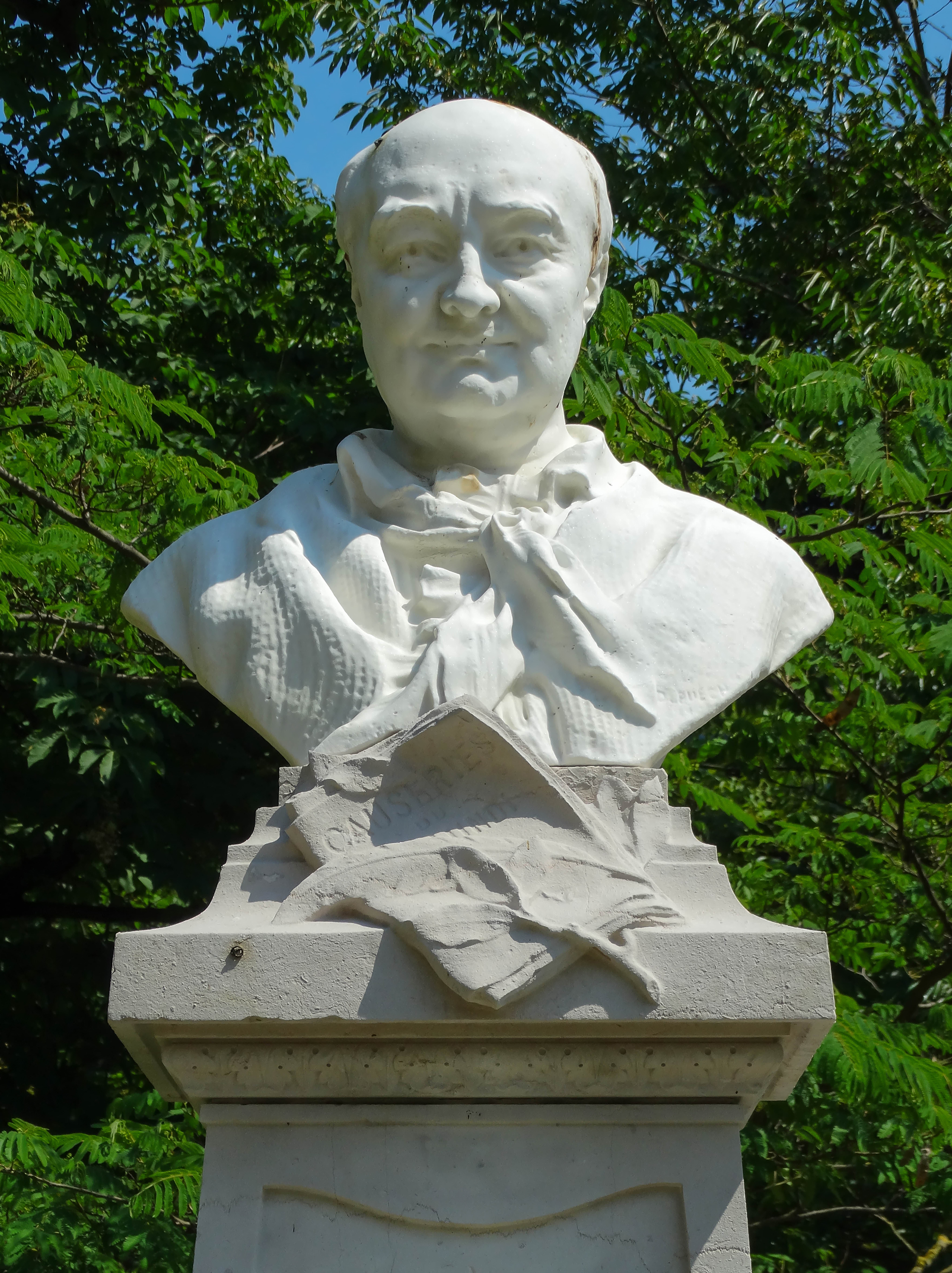
Statue en marbre de Sainte-Beuve façonnée par Denys Puech au Jardin du Luxembourg.

Trois idées politiques est publié lors du procès de Rennes que Maurras commente dans ses premiers articles politiques notamment dans la Gazette de France. L'Action française est fondée sept mois plus tard. D'après l'historien Robert Kopp, Trois idées politiques fait figure de texte inaugural tel que Maurras le présente a posteriori.
Il s'agit d'une réponse aux discours et écrits concernant le cinquantième anniversaire de la mort de Chateaubriand, le centenaire de la naissance de Michelet et l'érection d'un buste de Sainte-Beuve dans les Jardins du Luxembourg en 1898. Le livre se focalise sur « la signification politique de leurs œuvres d'un point de vue contemporain » telles qu'elles apparaissent aux yeux de Maurras.

### Analyse
Le texte est divisé en trois parties : « Chateaubriand ou l'Anarchie », « Michelet ou la Démocratie » et « Sainte-Beuve ou l'Empirisme organisateur ». À travers ce livre, Maurras souhaite faire « l'esquisse d'un petit traité de politique positive ». Il préfère parler d'idées politiques que de doctrine pour se démarquer intellectuellement.
Maurras dénonce le romantisme de Chateaubriand et l'anarchisme littéraire après son séjour en Angleterre entre 1792 et 1800. Maurras lui reproche d'avoir préféré se laisser guider par l'imagination et les sentiments, plutôt que par la raison, ce qui en ferait un faux classique. Il l'accuse de préférer pleurer « sur les ruines encore fumantes de la monarchie française ». Maurras le considère jusqu'à la fin de sa vie comme un « protestant honteux vêtu de la pourpre de Rome ». Il établit un lien direct entre romantisme et Révolution.
Dans la troisième partie du livre, Maurras développe sur son concept d'empirisme organisateur tiré de l'influence de Sainte-Beuve et du positivisme d'Auguste Comte. Maurras compare Sainte-Beuve au « Saint Thomas d'Aquin du XIXe siècle ».
Le texte est complété au fil des rééditions jusqu'à la publication de Romantisme et Révolution en 1922. Selon Robert Kopp, ce livre condense toute l'ébauche de la philosophie politique du jeune Maurras qui « ne variera plus guère par la suite ».
Dans la première édition du livre, Maurras dépeint la monarchie comme un État « hiérarchique, socialiste et communautaire ». Après réflexion, Maurras remplace l'adjectif « socialiste » par « syndicaliste ».

## Autour du livre
Louis Dimier, historien de l'art, est profondément marqué par la publication de ce livre.
Albert Thibaudet affirme après la Grande Guerre que « cette pure faucille d'or des Trois idées politiques ont frayé le chemin à sa grande campagne de reconstruction française ».
Jacques Bainville déclare que la lecture de l'œuvre lui procure un « vif plaisir intellectuel ». Par la suite, Maurras lui propose de participer à son Enquête sur la monarchie.
Jean de Fabrègues découvre Maurras par l'intermédiaire de la lecture de Trois idées politiques en 1909.
Le 20 décembre 1926, le pape Pie XI ordonne la rupture des catholiques avec l'Action française et publie le décret de la congrégation de l'Index du 29 janvier 1914 qui condamne sept œuvres de Maurras dont Trois Idées politiques.